# Tvärsjön, Västergötland
Tvärsjön är en sjö i Lerums kommun i Västergötland och ingår i Göta älvs huvudavrinningsområde. Sjön är 34,5 meter djup, har en yta på 0,964 kvadratkilometer och befinner sig 96,3 meter över havet. Sjön avvattnas av vattendraget Kullaån.

## Delavrinningsområde
Tvärsjön ingår i det delavrinningsområde (640749-129693) som SMHI kallar för Utloppet av Tvärsjön. Medelhöjden är 142 meter över havet och ytan är 5,19 kvadratkilometer. Det finns inga avrinningsområden uppströms utan avrinningsområdet är högsta punkten. Kullaån som avvattnar avrinningsområdet har biflödesordning 3, vilket innebär att vattnet flödar genom totalt 3 vattendrag innan det når havet efter 46 kilometer. Avrinningsområdet består mestadels av skog (78 %). Avrinningsområdet har 0,96 kvadratkilometer vattenytor vilket ger det en sjöprocent på 18,5 %.